# Masculinités: enjeux sociaux de l'hégémonie
 (avril 2023).
La forme ressemble trop à un extrait de cours et nécessite une réécriture afin de correspondre aux standards de Wikipédia.
Vous pouvez aider à l'améliorer ou bien discuter des problèmes sur sa page de discussion.
- Il peut contenir un travail inédit ou des déclarations non vérifiées. Vous pouvez l’améliorer en ajoutant des références. (Marqué depuis février 2025)

Vous pouvez aider à l'améliorer ou bien discuter des problèmes sur sa page de discussion.
- Il ne s’appuie pas, ou pas assez, sur des sources secondaires ou tertiaires. (Marqué depuis février 2025)
- Il adopte un point de vue régional ou culturel particulier et nécessite une internationalisation. (Marqué depuis février 2025)
- Il n'a pas de sujet précis, ce que le premier principe fondateur de Wikipédia exige. (Marqué depuis février 2025)
- Il doit être recyclé. La réorganisation et la clarification du contenu sont nécessaires. (Marqué depuis février 2025)

- Archive Wikiwix
- Bing
- Cairn
- DuckDuckGo
- E. Universalis
- Gallica
- Google
- G. Books
- G. News
- G. Scholar
- Persée
- Qwant
- (zh) Baidu
- (ru) Yandex
- (wd) trouver des œuvres sur Wikidata

Masculinités: enjeux sociaux de l'hégémonie, paru en 2014 aux éditions Amsterdam, et dirigé par Meoïn Hagège et Arthur Vuattoux, est une traduction partielle de l'ouvrage de l'autrice et sociologue Raewyn W. Connell, Masculinities et d'articles rédigés par elle, doté d'un important appareil critique. Cet ouvrage d'études de genre a pour volonté de dresser un portrait des masculinités, en passant par les théories actuelles sur les masculinités pour mieux les dépasser, et ainsi proposer un texte théorique centré sur l'expérience particulière et individuelle des différents cas à l'étude. Elle rend visible la présence d'une masculinité hégémonique qui a pour but de maintenir la prévalence du sexe masculin et la domination des hommes sur les femmes. Elle développe les schémas dominants et alternatifs, et propose une vision des différents rouages de limitation et de toute puissance qui hante la masculinité. 
Cet ouvrage est considéré par Eric Fassin comme un apport très important aux sciences sociales et aux études des masculinités. Raewyn Connell possède une place centrale au sein des études de genre et des masculinités.

## Auteurs principaux et directeurs d'édition
Cet ouvrage a pour auteur la sociologue Raewyn Connel et a été établi sous la direction de Meoïn Hagège et Arthur Vuattoux, qui en sont les éditeurs scientifiques. Il consiste en une traduction en français — par différents traducteurs : Claire Richard, Clémence Garrot, Florian Voros, Marion Duval et Maxime Cervulle — de l'ouvrage Masculinities paru en 1995 en anglais, comportant plusieurs textes issus de revues et publications,. Masculinités: Enjeux sociaux de l'hégémonie a également une post-face du sociologue français Éric Fassin,.
Sociologue et professeure de sociologie à l'Université de Sydney, Raewyn Connell a notamment publié les ouvrages Masculinities (1995),  The Men and the Boys (2000), Gender (2002), et Southern Theory: The Global Dynamics of Knowledge in Social Sciences (2007). En 2014, lors de la parution de l'ouvrage, Meoïn Hagège, est doctorante en sociologie a l'Institut de Recherche Inter-disciplinaire sur les enjeux Sociaux (IRIS) en France, ; ses travaux concernent les « trajectoires de détenus séropositifs au VIH et VHC ». Arthur Vuattoux, est alors lui aussi doctorant en sociologie à l'IRIS ; son travail portant sur les « enjeux de genre dans la justice des mineur-e-s ». Par ailleurs, il milite en faveur de la lutte contre le sida. À la fin des années 2010, il est spécialisé dans les questions concernant la masculinité et maître de conférences en sociologie à l'université Paris 13.

## Résumé et enjeux
Masculinités: enjeux sociaux de l'hégémonie comporte des éléments de théorie mis en relation avec des récits de vie ; il traite des masculinités ainsi que leurs leurs interrelations complexes. L'auteure y met en lumière une masculinité hégémonique liée à « la perpétuation de la domination des hommes sur les femmes », sans toutefois la lier à l'idée de masculinisme ; elle la décrit également comme un élément perpétuellement perturbé et remis en jeu dans le vécu masculin. Elle a également la possibilité d'être modifiée et n'est pas l'unique « schéma de masculinité disponible ». Son analyse passe aussi par celle d'un système plus global qui met en relation différentes autres formes de masculinité, conceptualisées également par l'auteure : celles « complices, subordonnées ou encore marginalisées »,. Ainsi,«  Conell défend l’idée que la masculinité est plurielle et se structure dans des rapports de pouvoir qui normalisent, marginalisent et/ou hiérarchisent différentes formes de masculinités ». Le concept  de « masculinité hégémonique »  renvoie à un modèle dominant de masculinité et se réfère à une « configuration des pratiques de genre visant à assurer la perpétuation du patriarcat et la domination des hommes sur les femmes ».  L'ouvrage est constitué d'une sélection de textes de Raewyn Connell, qui « démontrent que les études sur les masculinités peuvent nous servir d'outils concret, que ce soit pour ménager un espace des masculinités possibles hors de l'hégémonie ou pour prendre à bras le corps la question de la lutte contre le VIH/sida », selon sa quatrième de couverture.

## Contenu

### Construction générale
L'ouvrage est une traduction en français d'une partie (quatre chapitres sur dix) du livre Masculinities (1995) de Raewyn Connell, ainsi que d'autres textes,. Il comporte par ailleurs une post-face d'Éric Fassin,.
Selon le contenu même de Masculinités : enjeux sociaux de l'hégémonie : les quatre premiers chapitres « sont issus de R.W Connell, Masculinities (qui en comporte dix) de Raewyn W. Connell, et les trois derniers chapitres sont des traductions d'articles écrits par R.W Connell notamment » ; vient en chapitre quatre la traduction d'un article de Raewyn Connell et Susan Kippax : « Sexuality in the AIDS crisis: patterns of sexual practice and pleasure in a simple of Australian gay and bisexual man », paru dans le Journal of Sex Research (vol. 27, n°2, 1990, pages 167-198) ; puis la traduction de l'article « Understanding men's Health and illness: a gender relations approach to policy, research and practice » (Journal of American College Health, vol. 48, n°9, 2000) de Raewyn Connell, Toni Schofield, Linley Walker, Julian F. Wood et Dianne Butland ; et la traduction de « Gender, Health and Theory: Conceptualizing the issue, in local and wold perspective » (Social Science and Medecine, vol 74, 2012, p. 1675-1683),.

### Introduction(s) de Meoïn Hagège et Arthur Vuattoux

#### Introduction générale
La réflexion sur les masculinités, non pas en tant qu'objet mais en tant que sujet des études sur les masculinités, installe, selon Meoïn Hagège et Arthur Vuattoux, une dimension relationnelle à la question du genre. Cette conception relationnelle du genre, « où masculin et féminin sont pensés dans leurs dynamiques propres et dans les interactions » vient rompre avec une sociologie des « rôles sexes » (réflexion dominante fin des années 1980), qui propose elle, une vision essentialiste du masculin et du féminin. 
L'introduction revient aussi sur la conception de l'autrice des questions de genre : « La manière dont j'ai travaillé sur le genre a été structuré par la manière dont j'ai travaillé sur la classe. Ainsi je voyais le genre comme une structure ou un système d'inégalité sociale, avec sa propre logique et ses propre complexités internes (...) mais je n'ai jamais adhéré à la vision selon laquelle on pourrait se contenter de transcrire l'étude des classes sociales dans celle du genre, en considérant le genre comme une « classe de sexe » et en traduisant Marx en termes de genre »,. Cette introduction revient également sur les apports de Raewyn Connell sur le champ des études de genre et des sciences sociales, la présentant comme une intellectuelle spécifique, et revient sur son parcours : « Elle fut l'une des plus jeunes chercheuses à obtenir une chaire académique (...) elle fut l'une des premières universitaires à proposer un cours sur le genre en Australie (en 1975, à l'Université Flinders d'Adélaïde). Enfin, et bien qu'elle l'évoque peu (...) sa transition male to female résonne de manière évidente avec le projet d'étude des masculinités ». Cette introduction de Meoïn Hagège et Arthur Vuattoux revient également sur la structure de cet ouvrage traduit de l'anglais, en envisageant la première partie comme une approche des éléments de théorie des masculinités, et une approche ethnographique dans la seconde partie, ils voient la troisième partie comme plus centrée sur les enjeux de santé selon des perspectives très diverses. Ils rappellent aussi que les citations présentes dans les introductions précédant chaque partie sont tirées d'extraits d'un entretien réalisé par Meoïn Hagège et Arthur Vuattoux avec l'autrice, à l'occasion de cette traduction.

#### Introduction de la partie 1
L'introduction replace les deux textes présentés dans la première partie comme étant issus de la partie plus théorique de l'ouvrage Masculinities. Arthur Vuattoux et Meoïn Hagège présentent le premier chapitre comme un texte centré sur l'importance des pratiques corporelles comme sujet de recherche sur les masculinités. Le second chapitre quant à lui propose une réflexion épistémologique sur la manière dont les masculinités peuvent être étudiées en science sociale, et installe une désignation des masculinités propre à Connell (masculinités hégémonique, surbonnées, complices, marginales). Ces deux chapitres de la première partie sont introduits par Meoïn Hagège et Arthur Vuattoux comme le cadre théorique dans lequel se place la réflexion de l'autrice. 

#### Introduction de la partie 2
Cette introduction revient sur la forme particulière de l'étude de cas, entendu par Meoïn Hagège et Arthur Vuattoux comme un choix méthodologique fait par l'autrice. Selon eux, les études de cas « permettent d'explorer des enjeux microsociologiques propres aux différentes formes de masculinités et à leurs relations : il s'agit d'une « mise en récit » permettant la formulation d'hypothèses plus générales ». Selon les mots de Raewyn Connell, cités dans l'introduction et extraits d'un entretien fait à l'occasion de la traduction française du texte, les études de cas montrent bien que « les masculinités ne sont pas des images, des stéréotypes ou des identités, mais des schémas de pratiques sociales, des choses faites (things done, res gestae), des actions intelligibles dans une situation historique ».

#### Introduction de la partie 3
Cette dernière introduction installe un questionnement sur l'importance de la santé et du corps dans la réflexion de Raewyn Connell sur les masculinités, et l'entrée empirique que constituent le corps et la santé dans les réflexions sur le genre et les masculinités. Selon Raewyn Connell, les travaux de sciences sociales ont tendance à désincarner le sujet, surtout lorsqu'il s'agit d'un « sujet sexuel ». Il est pour elle crucial de pencher pour une approche de la santé par les masculinités, tant sur le plan de la recherche que sur celui de la relation entre praticien et malade.

### Première partie: la construction d'un savoir,Masculinities, études de genre et sciences sociales

#### Chapitre 1: le corps des hommes
Raewyn Connell prend comme point de départ à sa réflexion les résistances sur les transformations possibles de la masculinité : « on se heurte régulièrement non pas à des arguments contre le changement, mais à l'opinion selon laquelle les hommes ne peuvent pas changer et qu'il serait donc futile voire dangereux de s'y essayer ». Elle revient sur le fait qu'on ne peut penser l'idée de « vraie masculinité », de « masculinité authentique » que comme émanant du corps des hommes : « comme inhérente au corps masculin ou exprimant quelque chose d'un corps masculin ». Elle liste les idées qui découlent de cette conception de la masculinité comme essence : les hommes seraient plus agressifs naturellement que les femmes, le viol résulterait d'un désir sexuel incontrôlable ou d'une pulsion interne très violente, mais aussi des idées limitantes, comme celle selon laquelle les hommes ne pourraient s'occuper des enfants, ou encore que l'homosexualité serait contre-nature, et donc réservée à une minorité déviante. Raewyn Connell reprend aussi les deux conceptions dominantes autour de la question du corps : la première conçoit le corps comme une « machine naturelle » qui produit de la différence de genre, avec par exemple, la programmation génétique, la différence hormonale ou encore le rôle des sexes dans la reproduction. La seconde approche conçoit le corps comme une surface plus ou moins neutre, sur laquelle une symbolique socialement construite serait calquée. Selon elle, ces conceptions sont erronées et on ne peut accéder à une conception pertinente de la relation entre corps des hommes et masculinités en déplaçant des concepts abstraits.
« Machine, Paysage et compromis » constitue la première des cinq sous-sections du chapitre. L'autrice y reprend la théorie de Lionel Tiger, dans son ouvrage Men in groups, où il réduit sa conception de la masculinité au « biologique », fondée sur la supposée descendance de l'humanité d'une espèce de chasseurs. D'après les théoriciens qui, comme Lionel Tiger, pensent le corps de l'homme comme vecteur d'une masculinité naturelle (issue de l'évolution de l'espèce), les gènes masculins légueraient en héritage « les dispositions à l'agression, à la vie de famille, à la compétitivité, au pouvoir politique, à la hiérarchie, à la territorialité, à la promiscuité et au rassemblement en cercles masculins ». Pour certains de ces théoriciens « sociobiologistes », le patriarcat serait fondé sur un avantage d'agressivité hormonal, « en raison duquel les hommes l'emporteraient sur les femmes ». Raewyn Connell écrit dans ce premier chapitre que les apports de la science sur la sociobiologie ces dernières années ont prouvé que l'on ne pouvait donner une description de la masculinité naturelle sans risquer de tomber dans l'erreur, ou la fiction. Elle reprend à ce propos les mots de Theodore Kemper, dans son livre Social Structure and Testosterone à la page 221 : « Quand les idéologies racistes et sexistes légitiment certains arrangements sociaux hiérarchiques sur la base de la biologie, c'est souvent qu'il s'agit d'une fausse biologie ». Elle reprend les mots de Bryan Turner, qui dans sa « sociologie du corps » propose la notion « de « pratiques corporelles », à la fois individuelles et collectives, pour décrire l'ensemble des manières par lesquelles le travail social interpelle le corps ».
« Le corps inévitable », seconde section du chapitre, permet à Raewyn Connell d'envisager le sport comme un étalage permanent de corps d'hommes en mouvements, et donc dans une certaine mesure, d'envisager le sport comme l'incarnation de la masculinité. Selon elle, l'organisation institutionnelle des sports « prend appui sur des rapports sociaux définis : la compétition et la hiérarchie entre les hommes, l'exclusion ou la domination des femmes. Ces rapports sociaux de genre sont à la fois réalisés et symbolisés par les performances corporelles ». Ainsi, elle développe le fait que ce présupposé — sur les meilleures performances sportives des hommes — servirait de lieu commun à la domination des femmes et au rejet du féministe, cela servirait de preuve à la supériorité des hommes sur les femmes, et de leur droit à les dominer. Connell soulève donc un problème qui découle de cette logique : « La constitution de la masculinité par la performance corporelle signe la vulnérabilité du genre lorsque la performance ne peut être accomplie », elle prend l'exemple d'un handicap physique. Selon Raewyn Connell, il est impossible pour l'homme d'ignorer le lien entre corps et masculinité. 
« Les complexités de la souille et du sang » constitue la troisième section du chapitre et c'est ici que Connell développe la variété des modes des résistances que le corps oppose au symbolisme et au contrôle social. Selon elle, les corps sont changeants, pluriels, divers, mais peuvent aussi être récalcitrants. « Des manières d'êtres dans la vie sociale sont proposées aux corps, et les corps y résistent souvent ». Elle prend des exemples de crise existentielle qui font basculer les trajectoires violemment, et explique que le corps est souvent agressé au nom de la masculinité et de l'accomplissement de celle-ci. Connell écrit que les corps sont substantiellement en jeu dans les pratiques sociales (sport, sexe, travail, etc.). L'homosexualité est prise dans la perspective non pas du produit d'un type de corps différents, mais dans la perspective d'un fait corporel perturbant la masculinité hégémonique. De façon plus frappante encore selon elle, les transitions de genre (gender switching) ébranlent la masculinité hégémonique, le queer troublant les catégories construites du genre. 
« Le fantôme de Banquo : des pratiques bio-réflexives » est la quatrième section du chapitre, où Connell rappelle l'importance dans l'implication du corps comme acteur au sein des réflexions des sciences sociales, plutôt que comme « chose » ou comme objet passif. Elle explique que notre rapport au corps est profondément social, puisque notre conception corporelle s'établit toujours de façon relationnelle. 
« Former un monde » constitue la cinquième et dernière section du chapitre "Le Corps des hommes". Au sein de cette section, Connell développe l'idée que l'addition des pratiques « bio-réflexives » des individus aboutit à la conception d'un monde social, plus qu'à la simple conception de trajectoires individuelles. Les pratiques corporelles, en construisant la masculinité, façonnent un monde qui a une dimension corporelle mais qui n'est pas biologiquement déterminé.

#### Chapitre 2: l'organisation sociale de la masculinité
« Définir la masculinité » constitue la première section de ce second chapitre. Ici, Raewyn Connell envisage les masculinités comme un élément au sein d'une structure, plus que comme un objet isolé. Ce chapitre porte sur cette structure, et les différents types de masculinités ainsi que les dynamiques qui les transforment. Elle explique ici que notre conception du genre repose sur la croyance européenne en la « différence », une conception de l'individualité héritée des empires coloniaux et des rapports économiques capitalistes. En effet, ce concept nous est fondamentalement relationnel, les masculinités n'existant qu'en rapport et par rapport aux Féminités. Ce concept de différence n'a de sens que dans les sociétés qui considèrent la féminité comme un type de personnalité opposé à la masculinité. 
Au sein de ce chapitre, elle nous expose les stratégies adoptées pour parler de masculinité de nos jours, ainsi que leurs limites et faiblesses : 
- En se basant sur les définitions essentialistes : les essentialistes sélectionnent une caractéristique, qui définirait l'essence du masculin pour la raccrocher à une description du mode de vie des hommes. Freud par exemple, avait associé la masculinité à l'activité, et la féminité à la passivité, avant de considérer son propre postulat comme très réducteur. Les théories essentialistes tentent de cibler « l'essence masculine » et elles vont, selon Connell, du goût du risque à l'irresponsabilité, de l'agressivité à « l'énergie de Zeus », théorisée par Robert Bly[31] comme étant « l'autorité masculine acceptée pour le bien de la communauté ». Le sociobiologiste Lionel Tiger[32] avait envisagé la véritable masculinité comme étant provoquée par des « phénomènes durs et lourds » (hard and heavy phenomena), voyant ainsi la guerre ou la conduite d'une voiture de course comme une composante de l'esthétique masculine.

Faiblesse : Selon Connell, le choix de l'essence est très arbitraire et ne pourrait donc être le fondement universel de la masculinité, puisqu'il en révèle plus sur l'ethos de celui qui l'a choisi que sur l'essence des masculinités à proprement parler. 
- En envisageant la définition empirique : envisager les masculinités comme « ce que les hommes sont de manière empirique » reviendrait à occulter certaines femmes dites « masculines » et certains hommes dits « féminins », ou cela reviendrait encore à la qualification de certaines activités comme étant masculines ou féminines, indépendamment de la personne qui les pratique.

Faiblesse : Selon Connell, si on ne parle que des différences entre hommes et femmes alors il n'y a plus aucun besoin d'utiliser les mots « masculinité » ou « féminité », et on peut simplement parler de caractéristiques « homme » ou « femme ». Les termes « masculinité » et « féminité » indiquent qu'au-delà d'une différence de catégorie sexuelle, il y a des différences en matière de genre.
- En adoptant une définition normative : cette perspective reconnaît les différences de genre et propose l'idée d'un « standard des masculinités », correspondant à « ce que les hommes doivent incarner »[34]. Ainsi, la masculinité serait une norme sociale du comportement des hommes. Connell démontre que, très souvent, les définitions de la norme de la masculinité sont liées à l'essentialisme : « l'empreinte culturelle de notre masculinité: refuser les trucs de pédés, être un coureur de jupons, avoir une figure impassible et un sale caractère », comme l'écrit Robert Brannon[35].

Faiblesse : Connell pose la question suivante : qu'y a t-il de normatif dans une norme que personne n'arrive à incarner ? En effet, les hommes ne collent jamais parfaitement au modèle, ne se conduisent jamais avec la même force ou la même indépendance que John Wayne ou Clint Eastwood. Cette définition laisse peu de place à la force de caractère ou au courage de s'affirmer gay, par exemple. Selon Connell, cette définition ne donne aucune prise sur la masculinité au niveau de la personnalité. 
- En adoptant une approche sémiotique : la masculinité serait un système de différences symboliques au sein duquel les positions masculines et féminines sont en tension. L'approche sémiotique oppose la masculinité et la féminité au sein du champ linguistique. Cette opposition sémiotique du masculin et du féminin définit « masculin » comme le terme non marqué, le lieu de l'autorité symbolique, le phallus occupant la fonction de signifiant-maître, et la féminité étant définie symboliquement par ce manque d'autorité et de signifiant-maître.

Faiblesse : Selon Connell, cette perspective s'attache au discours, or, pour appréhender masculinité et ses enjeux, il faut aussi aborder d'autres types de relations, des rapports de production et de consommation, celui avec les institutions et les environnements naturels, les mouvements sociaux, conflits militaire. Cette approche fait de la masculinité un objet. Pour Connell, la masculinité « pourrait être simultanément comprise comme un lieu au sein des rapports de genre, un ensemble de pratiques par lesquelles des hommes et des femmes s'engagent en ce lieu, et les effets de ces pratiques sur l'expérience corporelle, la personnalité et la culture ».
« Le genre comme structure de la pratique sociale » constitue la seconde section du second chapitre. Ici, « masculinité » et « féminité » sont compris par Connell comme des projets de genre, produits d'une configuration de genre (processus par lequel le genre et sa pratique sont configurés). Elle distingue trois niveaux de configuration de genre. Au niveau 1, le parcours individuel est à la base de toute configuration du sens commun que l'on donne à « masculin » et « féminin ». Le parcours individuel comprend aussi la personnalité et le caractère de la personne. Au second niveau, ce sont les discours, les idéologies et le rapport à la culture qui participent de la configuration de genre. Selon Wendy Holloway, « les identités de genre sont fracturées et mouvantes, parce que de multiples discours s'entrecroisent au sein de toute vie individuelle ». Au dernier niveau, ce sont les institutions de l'État, du monde professionnel ou encore de l'école. En effet, les institutions sont genrées de façon substantielle, selon Connell. L'État serait une institution masculine, puisque la personnalité des hommes exerçant des hautes responsabilités infiltre dans l'institution et l'imprègne. Il serait majoritairement masculin à cause d'une certaine « configuration de genre dans le recrutement et la promotion dans la division interne du travail, et des systèmes de contrôle, dans la définition des politiques publiques, des habitudes pratiques et des façons de prendre du plaisir et du consentement » .
Au sein de ce chapitre, Raewyn Connell fait la proposition d'un modèle de masculinité articulé sur trois niveaux de la structure de genre. Le premier avec les « rapports de pouvoir » : axe de pouvoir qui équivaudrait à la subordination des femmes et la domination des hommes, structure appelée « patriarcat ». Le second avec les « rapports de production » : la division genrée du travail basée sur la répartition des tâches (par exemple, dans un village anglais étudié par Pauline Hunt, les femmes lavent uniquement l'intérieur des vitres, et les hommes uniquement l'extérieur des vitres) ; l'une des conséquences économiques de la division genrée du travail est le partage inégal des produits du travail social. Le troisième est la « cathexis » : Connell explique que le désir sexuel est souvent exclu de la théorie sociale ; les pratiques qui informent et réalisent le désir sont pourtant un aspect de l'ordre de genre.
Le genre compose avec d'autres structures sociales : il y a en effet des interactions entre genre, race, classe, nationalité, ou position au sein de l'ordre mondial. Connell prend l'exemple des masculinités blanches, dont l'image est liée à celle de la femme, mais aussi à celle des masculinités noires. C'est Paul Hoch qui a mis en évidence « l'omniprésence de l'imagerie raciale dans les discours occidentaux relatifs à la masculinit ». 
« Rapports entre masculinités : hégémonie, subordination, complicité, marginalisation » constitue la troisième section du chapitre 2. Au sein de cette section, Connell reconnait l'interaction entre race, genre et classe, ce qui provoque la reconnaissance d'une multiplicité de masculinités : noire, blanche, populaire, de classe moyenne… Il est nécessaire, selon elle, de défaire l'homogénéité apparente des groupes sociaux de classe et de race, afin d'étudier les manifestations du genre au sein de ces groupes. Elle développe différents modes de masculinité : hégémonie, subordination, complicité et marginalisation.
L'hégémonie : Connell emprunte ce concept aux rapports de classe étudiés par Antonio Gramsci et la définit ainsi : « c'est la dynamique culturelle par laquelle un groupe revendique et maintient une position sociale de leadership ». La masculinité hégémonique est ce qui garantit « la position dominante des hommes et la subordination des femmes ». Ceux qui incarnent cette hégémonie peuvent être un modèle, une figure connue, imaginaire, un personnage de film. L'hégémonie est rendue possible par la correspondance entre un idéal culturel et le pouvoir institutionnel. Connell prend l'exemple d'une masculinité « de corps » déployée par l'armée, l'entreprise et le gouvernement ; cette autorité effective permet l'hégémonie.
La subordination : dans la société euro-américaine, la subordination est envisagée par Connell comme celle, par exemple, des homosexuels face à la domination hétérosexuelle. Cela aboutit à des pratiques de subordination, comme l'exclusion culturelle et politique, la violence symbolique, la violence juridique, la violence de rue, la discrimination économique, ou encore le rejet individuel. En effet, l'oppression situe les homosexuels en bas de la hiérarchie de genre. Dans l'idéologie patriarcale, le gay est dépositaire de tout ce qui est rejeté et expulsé symboliquement de la masculinité hégémonique. La masculinité hégémonique a tendance à associer homosexuel et femme, et ce brouillage symbolique avec la féminité justifie les exclusions. Connell explique aussi que certains hommes et garçons hétérosexuels se trouvent aussi exclus d'une masculinité dite « légitime », avec l'emploi de surnoms comme « chochotte », « tapette », « fillette », exploitant toujours le brouillage symbolique avec la féminité.
La complicité : il est rare que les hommes accèdent aux standard normatif de la masculinité hégémonique, mais pourtant, selon Connell, la majorité des hommes bénéficie tout de même de cette hégémonie, des avantages « que le groupes des hommes dans son ensemble tire de la subordination des femmes ». Ce rapport de complicité avec le projet hégémonique permet de bénéficier des dividendes du patriarcat, tout en évitant les tensions. Il ne s'agit pas seulement d'une version fainéante de masculinité hégémonique, puisqu'ils peuvent bénéficier du patriarcat sans pour autant manquer de respect aux femmes, les frapper ou les assigner à certaines tâches.
La marginalisation : Connell envisage dans la marginalisation une relation entre race et constitution de la masculinité. Les masculinités noires sont selon elle, marginalisées, car elles servent non seulement « la construction blanche du genre », mais elles sont aussi oppressées par la masculinité hégémonique blanche, qui soutient leur oppression légale. Les masculinités des différentes classes sociales ou des groupes ethniques dominants ou subordonnés sont dans des rapports de marginalisation. Ce processus de marginalisation est toujours relationnel, en rapport avec la masculinité hégémonique du groupe dominant.
« Dynamiques historiques, violence et tendances à la crise » constitue la quatrième et dernière section du second chapitre. Ici, Raewyn Connell exprime l'idée selon laquelle une structure d'inégalités créé toujours des intérêts, étant donné qu'il y a toujours un gagnant ou un perdant, à la suite du maintien ou de la transformation de la structure d'inégalité. Elle prend l'exemple de la domination des femmes par les hommes, qui les structure en groupes d'intérêts opposés. Ce fait structurel serait indépendant des hommes luttant pour l'égalité, puisque leur statut d'homme leur permet de jouir du « dividende patriarcal » qui prend, selon elle, la forme « d'un respect, d'un prestige, ou d'une légitimité à commander ». La politique de la masculinité soulèverait donc des enjeux de justice sociale, mais aussi le problème de la violence, dont beaucoup de membres du groupe privilégié font usage pour maintenir leur domination. Si elle peut prendre de nombreuses formes, cette violence est souvent perçue comme légitime, une violence de droit justifiée par « une idéologie de suprématie ». La violence serait un moyen d'affirmer ou de revendiquer sa masculinité dans des luttes entre groupes ; Connell prend l'exemple de la violence hétérosexuelle envers les homosexuels, utilisée comme un moyen de tracer des frontières et de prononcer des exclusions. Elle peut aussi être un moyen d'affirmer des masculinités marginalisées contre d'autres hommes, avec par exemple la violence entre gangs de jeunes. Selon Raewyn Connell, les violences signalent aussi autre chose, comme une nécessité de légitimer la hiérarchie par l'intimidation : « Les niveaux de violence à l'époque moderne sont le signe de « tendances à la crise » (pour reprendre les termes de Jürgen Habermas) de l'ordre de genre moderne ».
Pour analyser ces tendances à la crise, Connell reprend les trois niveaux de la structure de genre établis auparavant dans l'ouvrage : rapports de pouvoir, de production et de cathexis.
Les rapports de pouvoir : Connell prend le mouvement mondial pour l'émancipation des femmes comme un effondrement historique de la légitimité du pouvoir patriarcal. Ce mouvement serait causé par la tension entre inégalité de genre et la logique universalisante de l'État moderne et des structures de marché. Ces tendances a la crise impliquent une reconfiguration des masculinités, qui selon Raewyn Connell, conduisent certains hommes à vouer un culte à la masculinité, et d'autres à soutenir les réformes féministes. 
Les rapports de production : ici, l'autrice démontre que les rapports de production ont été le lieu de changements majeurs, avec par exemple l'entrée croissante des femmes mariées dans l'emploi salarié après la Seconde Guerre mondiale. L'incorporation des femmes dans l'économie monétaire est encore plus flagrante au sein des pays pauvres. 
Les rapports de cathexis : la stabilisation de la sexualité gay et lesbienne comme alternative publique au sein de l'ordre hétérosexuel a bouleversé les rapports de cathexis, selon Connell. De la même façon que la revendication des femmes à disposer de leur corps et de leur plaisir sexuel a porté ce changement encore plus largement en affectant autant la pratique homosexuelle que la pratique hétérosexuelle. 
Raewyn Connell ouvre sur la seconde partie de l'œuvre en insistant sur la nécessité de passer par une enquête empirique, du moins une série d'enquêtes, afin de comprendre ces dynamiques de crise.

### Deuxième partie: études de cas

#### Chapitre 3: vivre vite et mourir jeune
Connell revient sur l'idée préconçue selon laquelle les classes populaires auraient une politique sexuelle conservatrice, voire réactionnaire, ce qui expliquerait le fait que les récents débats sur les masculinités n'aient porté que sur les hommes de classe moyenne. Or, elle rappelle que comme l'avait fait remarquer Judith Stacey, les classes populaires « ont été pionnières dans l'invention de nouvelles configurations familiales ». De la même façon, Lynne Segal a démontré que les partis ouvriers étaient dans l'ensemble plus progressistes vis à vis des politiques de genre que ne l'étaient les partis à électorat bourgeois. Raewyn Connell pose la question de la formation de la masculinité au sein d'une jeunesse confrontée à la précarité de l'emploi et à la marginalité économique, puisque de nombreux auteurs envisagent l'espace de travail et les conditions de travail comme un facteur affectant la construction de la masculinité.
« Le groupe et le contexte » constitue la première section de ce troisième chapitre. Raewyn Connell commence par expliquer que cette étude de cas est basée sur le parcours de cinq jeunes hommes, tous considérés à la marge du marché du travail. Elle décide de comparer leurs expériences avec celle de trois jeunes hommes d'âge et d'origine sociale similaire, mais occupant un statut différent au sein du marché du travail. Au sein de leurs familles, les femmes (en l'occurrence leurs mères) occupaient un rôle important dans le revenu familial, parfois en le prenant à leur seule charge. « Ces familles semblent avoir été postmodernes avant les classes moyennes ».
« Le travail abstrait » constitue la seconde section de ce troisième chapitre. Selon Raewyn Connell, la masculinité serait plus façonnée par rapport au marché du travail dans son ensemble que par rapport à un lieu de travail particulier. Prenant l'exemple de l'un des huit jeunes hommes qui ont participé à l'étude comparative, elle remarque que si tous les emplois étaient interchangeables pour lui, il l'était aussi aux yeux de ses employeurs. « Le récit qu'il fait de ces tâches est teinté de la lassitude la plus totale, d'une aliénation à couper au couteau ».
« La violence de l'État » constitue la troisième section de ce troisième chapitre. Il s'ouvre sur cette idée de Connell : « L'élément le plus saillant de leur expérience des rapports de pouvoir est la violence. Pour l'observateur universitaire, il semble y avoir beaucoup de violences dans ces vies. Les entretiens font état de coups et de harcèlement à l'école, de l'agression d'un enseignant, de bagarres avec les camarades de classe et les parents, de rixes qui éclatent dans les cours de recréation et les soirées, de gardes à vue, d'agressions sexistes et homophobes, de bagarres à coups de poing, de coups de couteau. L'excès de vitesse en moto, en voiture ou en camion constitue une autre forme d'intimidation qui a conduit, parmi les membres du groupe, à au moins une course-poursuite avec la police et un sérieux accident ». Connell développe ici l'idée d'une violence acceptable et justifiée qui « l'est toujours lorsque c'est l'autre gars qui la provoque ». Ces études de cas lui permettent de dégager une croyance commune dans l'idée d'une « éthique basée sur l'obligation positive de rendre la violence ». Sur le sujet des violences faites aux femmes, elle dégage deux tendances, l'une violente, des groupes suprémacistes invoquant la responsabilité de la femme dans les violences qu'elle subit, et l'autre tendance, centrée sur l'idée que la violence envers les femmes ne concerne que les « mauviettes », postulant la faiblesse des femmes et leur passivité dans toute entreprise violente. Cette étude de cas permettent surtout à Connell de repérer que pour tous les hommes qu'elle concerne, la rencontre avec l'État est vécue dans une violence organisée par l'expérience du pouvoir institutionnel : « La police est la superpuissance du monde de la rue, car nul ne peut répondre individuellement ». 
« Les hommes et l'hétérosexualité obligatoire » constitue la quatrième section, et révèle que les hommes de l'étude traitent de manière différente les femmes dans leurs rapports à la sexualité, avec comme constante un manque de respect systématique. Connell justifie la mise à disposition sexuelle des femmes par l'injonction à l'hétérosexualité et les pressions sociales. Leur rapport à la masturbation est lui aussi soumis à une forme de « discipline hétérosexuelle », qui signale un malaise des jeunes hommes étudiés face à l'homosexualité. 
« La masculinité comme pratique collective » constitue la cinquième section du chapitre. Ici, Connell exprime l'idée que dans beaucoup de clubs collectifs d'hommes, la violence et les produits désinhibants sont souvent une constante des pratiques sociales du groupe. La violence est socialement définie, organisée et contenue au sein du groupe, à l'écart de la police, sauf lorsqu'il s'agit d'agressions homophobes. Raewyn Connell souligne l'importance des clubs de motards hors la loi après la seconde guerre mondiale, aux États-Unis et en Australie, puisque le groupe est fortement porteur de masculinité. 
« La masculinité de protestation » constitue la sixième section et Connell y écrit que pour les hommes concernés par l'étude de cas, la différence des genres est confinée à la sexualité et à la violence, qui sont toutes deux des dimensions profondément corporelles. Alfred Adler avait théorisé la masculinité de protestation comme étant une pratique de genre. Elle désigne, selon lui : « un modèle de comportement qui émerge en réaction à une expérience d'impuissance dans l'enfance et qui débouche sur une prétention à la puissance qui est associée, dans la culture européenne, à la masculinité ». 
« Autres trajectoires » constitue la septième section du chapitre et traite des hommes qui ont discerné la masculinité de protestation afin de la tenir à distance. La religion, par exemple, a proposé, pour certains hommes de l'étude de cas, une alternative pour absorber leur énergie, le travestissement l'a été pour d'autres, certains allant même jusqu'à tenter de vivre leur vie en tant que femme, afin de « résoudre leur confusion ». 
« Masculinités divergentes et politiques de genre » constitue la huitième et dernière section du troisième chapitre. Cette étude de cas nous montre, selon Connell, les divergences de trajectoires des vies de ces hommes, à partir de points de départ assez similaires. « La masculinité de protestation est une masculinité marginalisée, qui reprend certains thèmes de la masculinité hégémonique au niveau de la société dans son ensemble, et les met au travail dans un contexte de pauvreté ». Connell écrit que l'idée de « revanche » structure certaines masculinités marginalisées, avec par exemple « la rage des motards envers les « bonnes gens » (qui) est tout autant un ressentiment de classe que la mise en scène d'une masculinité collective ». Le code de la revanche fonctionne comme une affirmation de soi. « Le projet de la masculinité de protestation se développe dans un contexte de marginalisation de classe, où la revendication du pouvoir, constitutive de la masculinité hégémonique, est ici constamment remise en cause par la vulnérabilité économique et culturelle » . Du fait de leur situation de classe, ces hommes ont perdu la majorité du dividende patriarcal qu'ils étaient censés toucher. S'ils en reconnaissent la perte, ils reconnaissent leur situation marginale de pauvreté, et tenter d'y remédier serait voué à l'échec à cause de la violence étatique. Pour éviter cette contradiction que Connell décrit, l'adoption d'une masculinité marginalisée et de ses stigmates est parfois la réaction la plus évidente, avec un plus grand soin porté à l'apparence et à la crédibilité. Ainsi, la pratique de certaines masculinités collectives est de l'ordre de la représentation. Selon Connell, la masculinité de protestation est une réaction active à une situation de solidarité de classe entre hommes, tout en éloignant le groupe d'homme des autres groupes des classes populaires. S'il n'y a aucune base financière à l'autorité masculine, alors la conscience masculine se divise, en une partie portée sur l'égalitarisme, l'autre sur la misogynie, sans direction politique. 

#### Chapitre 4: un gay très hétéro
Raewyn Connell ouvre ce quatrième chapitre sur le regard que porte la culture patriarcale sur l'homosexualité. Elle se la figure comme un manque de masculinité, suivant l'idée que si une personne est attirée par un homme, alors elle doit nécessairement être féminine, par le corps ou l'esprit. Les années 1960-1970 ont constitué un profond bouleversement, avec l'apparition d'une culture plus sexualisée, la remise en cause de l'orthodoxie, l'apparition de la contre-culture, les mouvements de libération des femmes, la mobilisation politique des gays et des lesbiennes dans le mouvement de libération homosexuelle. Ces bouleversements ont permis l'apparition de quartiers gays, ainsi que de commerces gays, et à terme, l'apparition d'une communauté gay. Connell écrit que les sciences sociales s'éloignent de plus en plus des conceptions psychiatriques de l'homosexualité, allant de l'étiologie aux traitements, et des appréhensions sociologiques de l'homosexualité comme une « déviance ». Désormais, elles se penchent plus sur l'idée d'une « identité », ou du moins d'une sous-culture (au sein d'une société plurielle). Ces évolutions ont permis, selon Connell, plus de respect des récits de l'homosexualité masculine, même si, aux États-Unis, par exemple, l'acceptation d'une identité homosexuelle a permis d'endiguer la portée politique du mouvement, alors qu'en Angleterre, Connell explique qu'il y a une conscience plus forte du fait que la communauté gay peut-être le lieu d'un changement social et d'une subversion de l'ordre établi. Pourtant, l'épidémie du VIH aurait ralenti ce processus. Raewyn Connell écrit que ce chapitre porte sur une étude de cas réalisée avec huit hommes issus des communautés homosexuelles de Sydney. 
« Le moment de l'engagement » constitue la première section de ce chapitre. Ici, Connell reprend à la source les théories sur l'origine de l'homosexualité, en partant de la définition de Richard von Krafft-Ebing, qui envisage l'homosexualité comme « un sentiment contraire au caractère du sexe que l'individu représente », suivant l'idée d'une dégénérescence héréditaire. Les Psychanalystes orthodoxes envisagent la source de l'homosexualité dans une pathologie familiale : celle d'un père absent et d'une mère séductrice. L'Institut Kinsey à San Francisco a envisagé un autre point de vue, celui d'une non-conformité de genre durant l'enfance, comme point commun à tous les adultes homosexuels. Or, comme l'écrit Connell, les hommes étudiés dans ce chapitre ont grandi dans des structures conventionnelles de genre, certains ayant même eu un engagement dans la masculinité hégémonique à un moment de leur vie. Souvent, c'était l'idée première de résister aux adultes et à l'autorité établie qui les poussait à adopter une apparence soit très masculine, soit « non-masculine ». Dans les deux cas, leur homosexualité ne s'est pas construite sur un manque de masculinité. Connell écrit que « souvent l'inflexion décisive est venue d'une expérience sexuelle — la découverte de la sexualité ou une découverte dans la sexualité ».
« Sexualité : le grain de sable » constitue la seconde section de ce chapitre. Pour la moitié des hommes que Raewyn Connell a sollicité pendant son étude de cas, l'hétérosexualité obligatoire était perçue comme « une composante normale du fait de grandir ». La présomption d'hétérosexualité était très forte. Souvent, les expériences dans leur enfance, avec différents partenaires, de différents sexes ou du même, les ont éloignés de cette présomption d'hétérosexualité. Freud appelle cela « la perversité polymorphe de l'enfant », comme le rappelle Connell. La clôture sexuelle comme elle est conçue par les adultes nécessite le choix d'un objet sexuel, et elle se met en place par la consolidation de la pratique sexuelle autour d'une relation. 
« Être gay : identité et relations » constitue la troisième section de ce chapitre. Connell y écrit qu'avoir une identité sociale gay est aujourd'hui différent d'avoir un choix d'objet homosexuel. En effet, l'identité sociale gay est aujourd'hui si bien formée et envisagée comme disponible qu'elle peut être imposée aux personnes, qu'elles le veuillent ou non. L'identité est tellement réifiée selon Connell qu'elle apparaît comme une vérité à découvrir : on se « rend compte qu'on est homosexuel ». Entrer dans un milieu gay déjà constitué rend parfois certains hommes de l'étude de cas très critiques envers le « conformisme du monde gay », avec une sensation d'oppression à devoir appartenir à une certaine idée d'une identité. 
« Relations entre masculinités » constitue la quatrième section de ce chapitre. Connell y écrit que les relations entre masculinités hégémonique et homosexuelle impliquent une criminalisation du sexe entre hommes, mais aussi des violences physiques et des menaces. Souvent, des hommes homosexuels sont attirés dans des parcs par téléphone et sont frappés, humiliés, voire assassinés, par de jeunes groupes d'hommes. Les hommes hétérosexuels ont dans l'imaginaire homosexuel un caractère menaçant, avec une masculinité hégémonique se manifestant autant institutionnellement que culturellement, en façonnant au quotidien la perception de l'homosexualité. 
« Faire face au changement » constitue la cinquième section de ce chapitre. Ici, Connell envisage le changement comme un thème central des récits de vie de tous ces hommes issus de communautés homosexuelles, que ce changement se manifeste par un passage de la campagne à la ville, ou du milieu bourgeois au milieu populaire. Connell écrit que la « volonté de changement dans la masculinité ne nécessite pas le soutien d'une quelconque contre-culture ». 
« La masculinité gay comme projet historique » constitue la sixième et dernière section du chapitre. Ici, Connell insiste sur la pluralité des identités homosexuelles. « Les hommes sont en position d'adopter, de négocier ou de rejeter l'identité gay, l'économie gay, les réseaux sexuels et de socialisation gay, tous ces éléments qui étaient déjà formés lorsqu'ils les ont découverts ».

### Troisième partie: les masculinités dans une perspective interdisciplinaire: l'exemple de la santé

#### Chapitre 5: la sexualité dans la crise du VIH/sida
Ce chapitre a pour sous-titre « Pratiques sexuelles et plaisir dans un échantillon d'hommes australiens gays et bisexuels ». Raewyn Connell ouvre ce cinquième chapitre en écrivant que la sexualité est un outil d'étude très complexe. « Les relations sexuelles ont plusieurs niveaux de signification personnelle et sociale, et les pratiques sexuelles ont prennent des formes extrêmement variées. Le contact sexuel peut ainsi être simultanément le medium d'une relation personnelle, la forme la plus intense du plaisir physique, un moyen d'expression personnelle et un acte chargé de symboles sociaux ». Connell prend la théorie de Freud comme point de départ de la pensée des sexualités en Europe occidentale, avec la distinction traditionnelle du stade oral, stade anal et stade génital du développement sexuel. La théorie de Marcuse selon laquelle la hiérarchie entre ces plaisirs distingués serait socialement structurée, et centrée sur des fins reproductrices selon le « principe de performance », instaurerait le primauté du plaisir génital, en comparaison aux autres, considérés comme des déviances. Elle reprend certaines distinctions qui fondent la façon dont sont envisagés des modes de sexualité : la distinction passif/actif, la distinction pratique sexuelle majoritaire/pratique sexuelle stigmatisée, cette dernière faisant apparaître des sous-cultures sexuelles.
La tendance des hommes a concevoir de façon stéréotypée la sexualité les pousse à avoir des conceptions fortement stéréotypées des « groupes à risque », les réduisant à une seule pratique. Par exemple, lorsqu'il est question du sida, les hommes homosexuels sont définis en termes de rapports sexuels anaux. Connell insiste sur l'importance de dresser « un panorama des pratiques sexuelles et du sens qu'elles revêtent ». L'objectif de cette étude est de décrire la sexualité d'hommes homosexuels et bisexuels australiens, faisant face au virus du VIH. Elle va être axée sur cinq questions : « a) Quel est le répertoire sexuel (à la fois en termes d'expérience et de pratique actuelle) adopté lors des rapports avec les partenaires réguliers, les partenaires occasionnels et les prostitués ? b) Quel profil émotionnel trouve t'on dans ce répertoire? Si certaines pratiques cristallisent plus que d'autre le plaisir et la satisfaction émotionnelle, il importe de le savoir pour concevoir des campagnes de prévention efficace. c) Quels sont les grands types de sexualité que l'on peut distinguer? Des types de sexualité différents peuvent requérir des approches de prévention différentes. d) Quels sont les corrélats sociaux de ces types de sexualité? Des différences significatives entre ces groupes sociaux suggèreront l'application de stratégies ciblées pour le travail de prévention. e) Quelle est la relation entre plaisir sexuel et pratique sexuelle ? »
« Travail de terrain et échantillon » constitue la première section de ce chapitre. Connell rappelle que l'initiative de ce projet d'étude intitulé « Social Aspects of Prevention of AIDS (SAPA) » (Aspects sociaux de la prévention du sida) était conjointe avec l'organisation locale AIDS council of NSW (New South Wales : Nouvelles Galles du Sud, Australie) et de chercheurs des universités de Sydney et Macquarie. La première étape était de mener une enquête sur les pratiques sociales et sexuelles des hommes gays et bisexuels. La population étudiée a été définie comme étant composée « d'hommes ayant des relations sexuelles avec des hommes », dont 89 % sont décrits comme gays et 8 % bisexuels. Ils vivent majoritairement en ville mais quelques-uns sont issus de souches plus rurales, ils sont majoritairement non-religieux, et les classes populaires sont globalement sous-représentées par l'échantillon d'hommes choisis. 
« L'inventaire des pratiques sexuelles » constitue la seconde section de ce chapitre. L'inventaire des pratiques sexuelles a été fait sous forme de questionnaire, avec 16 catégories de pratiques et 40 sous-catégories. Les questions étaient posées en termes de satisfaction émotionnelle et physique, de pratique, de risque, de fréquence, nombre de partenaire, communication, premières expériences, usage de drogues, rapports avec les femmes, etc. Un entretien type durait environ deux heures, et comptait 300 questions.
« Principales variables et méthodes d'analyse » constitue la troisième section de ce chapitre. Connell explique que pour étudier les différents types de sexualité, il a fallu étudier les indices de plaisir selon les différentes activités sexuelles, et les indices de fréquence. Cela a permis d'aboutir à trois échelles de mesure : « les Pratiques orales/tactiles (POT), les Pratiques principalement anales (PPA) et les pratiques ésotériques rares (PER) ».
« Répertoire » constitue la quatrième section du chapitre. Connell y décrit la méthode d'analyse d'un tableau qui résume l'expérience sexuelle des hommes de l'échantillon. Le décompte de fréquence permet de distinguer trois ensembles de pratiques : celles qui sont communes à tous ou presque, celles qui font partie de l'expérience majoritaire sans pour autant être partagée de tous et celles qui font partie de l'expérience sexuelle minoritaire. Les pratiques les plus courantes lors de l'enquête sont le baiser, les caresses, la masturbation et le sexe oral, qui sont pratiqués par 90 % des hommes de l'échantillon. Connell envisage la baisse de la fréquence relative du rapport anal sans protection en lien direct avec les campagnes de sexe dit safe (sûr et sans danger) et avec la réception qu'en ont fait ces hommes.
« Le profil émotionnel de la sexualité » constitue la cinquième section de ce chapitre. Ici, Connell traite de l'analyse de tableaux portant sur le sens émotionnel attribué aux pratiques sexuelles. La dimension « relationnelle » du sexe apparaît comme une évidence, avec l'omniprésence des contacts sensuels. En généralisant sur ce type d'étude, on peut suggérer que le plaisir vient d'une gamme d'activités sexuelles très variées. Il a été demandé aux hommes participant à l'étude de désigner les pratiques les plus satisfaisantes physiquement et émotionnellement. Pour la satisfaction physique, Connell repère une primauté génitale évidente. Pourtant, les pratiques génitales sont dites « à risque », ce qui pose un problème dans le cadre de la prévention. En ce qui concerne la satisfaction émotionnelle, la primauté génitale est remplacée selon Connell par une « primauté communicationnelle ». Ces deux primautés se rejoignent dans les mêmes pratiques, poussant Raewyn Connell à envisager la dimension communicationnelle de la sexualité comme étant l'une des sources principales de plaisir sexuel.
« Types de sexualité, selon l'expérience/plaisir » constitue la sixième section de ce chapitre. Dans le cadre d'une analyse de la satisfaction liée à la pratique sexuelle, la réponse « je n'ai jamais essayé » est en lien avec le score de satisfaction le plus bas. Le plaisir a l'air de se structurer autour de certains types de pratiques plutôt que sur le « mode » (actif/passif). Une vision des sexualités laisse à penser qu'elles s'organisent en sous-cultures, une majorité des hommes en ayant essayé peu, et une petite minorité ayant essayé de nombreuses pratiques. Il n'y aurait pas de lien direct entre zone érotique et expérience/plaisir sexuel. Le champ de l'expérience sexuelle agréable englobe les trois zones : orale, anale et génitale. 
« Types de sexualité, selon les pratiques actuelles » constitue la septième section de ce chapitre. Il y aurait trois groupes de pratiques, découlant des analyses menées à la suite des entretiens : un groupe de pratiques sexuelles tactiles et orales, un groupe de pratique anales, et un groupe de pratiques ésotériques relativement rare. Les pratiques tactiles et orales sont globalement acceptées (autant que l'est la sexualité gay), elles sont décrites comme safe, et elle est très associée à une dimension interpersonnelle de la sexualité. Les pratiques anales regroupent de nombreuses pratiques et notamment celle jugée comme étant la plus satisfaisante émotionnellement et physiquement pour de nombreux hommes de l'étude : le rapport anal sans protection. Le groupe des pratiques ésotériques rares peut-être envisagé comme un groupe étant plus ou moins engagé dans une sous-culture spécifique. Le fait que les pratiques anales soient moins employées que les pratiques tactiles peut laisser supposer une réorganisation actuelle de ces pratiques à la suite de l'épidémie de sida et aux moyens de prévention mis en œuvre. 
« Corrélats sociaux des pratiques sexuelles » constitue la huitième section de ce chapitre. Connell analyse ensuite des variables comme ayant un rôle dans l'appartenance à l'un des trois groupes énoncés plus tôt. Pour ceux adoptant des pratiques ésotériques rares, ce sont des variables structurelles : environ 50 ans, australiens ou issus d'un pays anglophone, protestants. Plus les revenus sont élevés, plus l'homme en question risque d'appartenir au groupe des pratiques anales. Parfois, les hommes ayant de nombreux amis gays, et ayant eu un contact avec la maladie sont plus enclins à adopter des pratiques anales ou ésotériques. Les pratiques ésotériques ou anales sont plus souvent présentes dans une relation monogame et classique. « On observe un lien entre le niveau d'éducation et le revenu d'une part et la variété des pratiques d'autre part (…). Ces résultats suggèrent que les hommes qui ont une situation économique et sociale stable ont également une gamme d'activités sexuelles plus étendue et plus variée ».
« Corrélats sociaux du plaisir sexuel » constitue la neuvième section de ce chapitre. Ici, Connell envisage la satisfaction émotionnelle et le plaisir physique comme étant étroitement liés. Il y aurait un lien significatif entre l'âge et le choix de telle ou telle pratique comme émotionnellement et physiquement satisfaisante. Les jeunes hommes préféreront envisager les caresses tactiles et orales comme « pratique la plus satisfaisante », plutôt que les rapports anaux ; soit à cause du manque d'expérience, soit à cause de la crise du sida et de son impact. Le plaisir physique et le plaisir émotionnel apparaissent dans des contextes sociaux. Les résultats suggèrent que les hommes appréhendent le plaisir différemment tout au long de leur vie. 
« Relation entre plaisir et pratique » constitue la dixième section de ce chapitre. Connell écrit que son analyse a présenté deux dimensions de la sexualité : l'une centrée sur le plaisir, l'autre sur la pratique. Si la pratique sexuelle semble centrée sur des pratiques presque universelles comme le sexe oral ou tactile, elle l'est aussi sur le sexe anal. Le schéma centré sur le plaisir envisage la primauté génitale, anale et orale, et la primauté communicationnelle. Le sexe safe est pratiqué par 70 à 95 % de ceux qui disent l'aimer, le sexe « à risque » est pratiqué par 35 à 55 % de ceux qui disent l'aimer, le sexe anal est apprécié en mode actif par 84 % mais pratiqué seulement par 44 % de ceux qui disent l'aimer, et le sexe ésotérique est pratiqué seulement par 20 % de ceux qui disent l'aimer. Une chose ressort : la pratique sexuelle des hommes gays implique une réciprocité, la plupart pratiquant au mode actif et passif les pratiques sexuelles qui leur plaisent. La peur du VIH a transformé les pratiques sexuelles. 
« Conclusions et conséquences pour la prévention du sida » constitue la onzième et dernière section de ce cinquième chapitre. Connell y explique que le schéma de la primauté génitale et l'importance attachée au rapport anal « place la pratique sexuelle la plus risquée au cœur du processus social de construction de l'identité gay ». Le rapport anal reste majoritaire dans les relations avec un partenaire régulier. Des pratiques plus safe viennent remplacer des pratiques plus violentes (bondage, fist). Les hommes ayant une communauté d'amis gays sont plus susceptibles d'avoir des pratiques safe. Dans toutes ces formes de sexualité, il y aurait, selon Connell, une dimension profondément communicationnelle. Ces conclusions permettent d'orienter les modes de prévention, avec par exemple un soutien plus important aux hommes plus âgés pour adopter des pratiques safe.

#### Chapitre 6: Comprendre la santé des hommes
Ce chapitre est sous titré : « Pour une approche relationnelle du genre dans les politiques, la recherche et la pratique ». Raewyn Connell ouvre son chapitre sur les concepts de « santé des hommes » et « santé des femmes », concepts indiscutés et pourtant très instables. Selon elle, une approche relationnelle du genre est nécessaire pour mener des actions de santé plus efficaces.
« Le discours sur la santé des hommes et ses problèmes » constitue la première section de ce sixième chapitre. Connell écrit que les manières de comprendre la « santé des hommes » sont directement en lien avec les « discours sur la santé des hommes ». Les intérêts communs des politiques publiques, des médias, ont fait émerger la santé des hommes comme un problème public. Ce concept s'établit en opposition avec celui de « santé des femmes », son sens semble donc très simple, si la société est envisagée comme divisée en deux groupes hommes/femmes. En miroir donc, la santé des hommes est constituée des maladies masculines des organes reproducteurs, « et l'écart différentiel qui existe entre les taux de mortalité, de maladie, etc., des hommes et des femmes ». Le taux d'utilisation des services de santé inférieur à celui des femmes contraste avec un taux de mortalité plus élevé pour les hommes, quel que soit l'âge, ainsi qu'un plus grand nombre de blessures physiques liées aux accidents du travail et de la route. Pour le discours dominant, les hommes souffrent d'un « désavantage en matière de santé ». Pourtant, si ce discours semble concerner tous les hommes, le désavantage en matière de santé n'est pas généralisé pour tous les hommes, et certains hommes souffrent de désavantage spécifiques : « les hommes indigènes, les hommes issus de milieux non anglophones, les Africains-Américains (aux États-Unis), les handicapés, les homosexuels, les hommes disposant d'un faible statut socio-économique et les ruraux ». C'est donc un désavantage social qui produit cet écart différentiel entre la santé des hommes et celle des femmes. A niveau social égal, les femmes sont généralement en meilleure santé (mortalité, handicap, maladies chroniques, taux de blessures). Il y a donc, selon Connell, quelque chose qui explique cet écart différentiel, et ce quelque chose tiendrait selon certains documents de santé publique, aux comportements masculins et à leur apprentissage, avec par exemple les « comportements à risque » fréquents, en lien avec la « sociabilité masculine ». 
« La recherche sur la santé des hommes » constitue la seconde section du chapitre. L'essor des discours sur la santé des hommes dans les années 1990 a amené certains chercheurs et éditorialistes à dire que la santé des hommes était « pire » que celle des femmes et qu'une crise sanitaire généralisée traversait la santé des hommes et des garçons. La division de l'homme et de la femme en deux groupes biologiquement distincts a donné à la recherche une méthodologie de catégorisation, et Connell souhaiterait la dépasser. La différence entre les hommes et les femmes a été abordée dans la recherche avec des statistiques sur l'espérance de vie plus courte pour les hommes, un taux de blessures par accident, un taux de suicide plus élevé, et un taux d'alcoolisme plus élevé. Pourtant, selon Connell, ces différences ont été traitées en lien avec de nombreuses questions de santé, le régime alimentaire, le contrôle du poids ou les attaques de chiens. Cet écart différentiel entre les sexes doit être analysé avec prudence, puisqu'il n'indique pas nécessairement une différence entre « tous les hommes et toutes les femmes ». 
« Pour une approche inclusive de la santé des hommes et des femmes »> constitue la troisième section du chapitre. Selon Connell, il est important de reconnaître les problèmes de santé liés « aux positions des hommes (et des femmes) dans les rapports de genre ». Parler de la santé des hommes équivaut à parler de genre, puisque le groupe « les hommes » est défini en termes de genre, dans ses rapports avec un autre groupe genré : « les femmes ». En perdant de vue le coté relationnel, la recherche des études de genre et de santé est rendue inutilisable intellectuellement car elle présente une méthodologie de ségrégation. Cette perspective pousserait, selon Raewyn Connell, au conflit et à la rivalité. La solution serait d'envisager une approche inclusive de la santé des hommes et des femmes, en considérant le coté relationnel de leurs rapports. Ce type d'approche permet de prendre en compte la pauvreté, l'ethnicité, et le lieu de vie. Intégrer une perspective de genre permettra aussi de prendre en compte les définitions culturelles de masculinité et féminité. « L'approche relationnelle du genre permet de mettre en place un système de santé attentif au genre ». 
« Appliquer l'approche relationnelle du genre au domaine de la santé » constitue la quatrième section de ce chapitre. L'approche relationnelle du genre appliquée à la santé met l'accent sur l'influence du milieu social dans la santé et la maladie. Elle sous-entend que les relations et interactions entre hommes et femmes ont une influence sur les contraintes et opportunités en lien avec la santé. Les lieux principaux des interactions de genre sont le travail et la maison. Si le concept de genre éclaire de nombreux champs des sciences sociales, il sert surtout dans la santé à éclairer les différences entre les sexes, en révélant par exemple un lien de corrélation plus important entre mariage et santé dans le cas des hommes. L'organisation genrée du travail salarié explique aussi la différence en ce qui concerne les blessures, les handicaps et les accidents liés au travail. De même, pour les taux de maladies cardiaques, selon Connell, le fait que les hommes soient plus facilement placés à des postes hiérarchiquement élevés a un lien direct avec ce taux de maladies cardiaques, ces postes étant « fortement associés aux maladies coronariennes dans les pays principalement anglophones, comme l'Australie, la Grande Bretagne et les États-Unis ». Le moindre taux de dépressions sous-entend, selon Connell, que les hommes sont moins enclins à signaler un état dépressif. En effet, comme l'écrit Will Courtenay, « le déni de la dépression est l'une des façons par lesquelles les hommes démontrent leur masculinité et évitent d'être rabaissé à un statut inférieur vis-à-vis des femmes et des autres hommes », ce déni pouvant se traduire par une forte consommation d'alcool ou de drogues. Ainsi, Connell considère que la division genrée du travail domestique et salarial explique les écarts différentiels d'états de santé. Le genre l'exerce aussi dans le domaine des émotions et de la sexualité, et en envisageant que les hommes semblent mieux lotis en termes de plaisir sexuel et de satisfaction affective, Connell appuie la tendance selon laquelle les femmes subiraient plus de relations sexuelles non-consenties. On peut donc supposer que le sexe est devenu, comme l'espace social, le cadre pour le développement de rapports d'aliénation, et de commercialisation entre hommes et femmes. « La préoccupation grandissante autour de l'impuissance sexuelle masculine, l'éjaculation précoce, etc., ainsi que le nombre de cliniques spécialisées dans ces questions, sont une autre illustration de ces dynamiques ». La représentation symbolique est aussi une dimension des rapports genres, avec la manière dont sont décrits mutuellement hommes et femmes, avec, par exemple, l'injonction à la maigreur pour les femmes, et la musculature comme symbole de masculinité ou l'excellence dans les sports de contact engendrant un abus de stéroïdes ainsi que des blessures sportives. Les hommes jeunes seraient particulièrement vulnérables aux représentations symboliques genrées. Si le genre n'est pas toujours directement producteur de maladies, les rapports de genre peuvent s'incarner dans des pratiques corporelles, certaines entraînant des maladies. 
« Schémas de masculinité » constitue la cinquième section de ce chapitre. L'approche relationnelle du genre permet à Raewyn Connell de poser la question de la différence entre les hommes, étant donné que chaque groupe d'hommes occupe une place différente dans les rapports de genre. La masculinité culturelle dominante est souvent appelée « masculinité hégémonique » par les anthropologues, variant d'une culture à l'autre. Cependant, la société de masse contemporaine dessinerait, selon elle, une masculinité reconnue comme hégémonique pour une société au sens large. Pour elle, le sport commercial est devenu porteur de modèles de masculinité, avec la culture du sport qui incite à l'agressivité, la compétition, la volonté de domination, l'abus de stéroïdes, le déni de vulnérabilité qui dessinerait donc un modèle de « vraie masculinité ». Selon Connell, la masculinité serait nocive pour la santé dans d'autres domaines, avec par exemple la camaraderie masculine autour de l'abus d'alcool, façonnant un modèle classique d'alcoolisme. Certains régimes alimentaires seraient associés à la masculinité, comme la viande rouge en quantité, peu de légumes, générant aussi des problèmes de santé. La masculinité hégémonique aurait des conséquences profondes sur les maladies des hommes, mais aussi sur les violences physiques qu'ils subissent : les Violences faites aux hommes homosexuels qui vont parfois jusqu'au meurtre sont une conséquence d'un modèle de masculinité hégémonique rejetant un groupe d'hommes ayant une masculinité subordonnée. La tendance à se « montrer vrai homme » peut parfois pousser à conduire dangereusement , en ne respectant pas les consignes de sécurité. 
« Conséquences pour les pratiques de santé » constitue la sixième et dernière section de ce sixième chapitre. Selon Connell, penser le genre dans la santé implique aussi de penser les rapports de genre dans les services de santé, mais aussi dans les rapports que les services de santé entretiennent avec les hommes et les femmes. 
Elle envisage qu'il est important de mettre en place des programmes spécifiques au genre en général, avec, par exemple : « des consultations communes pour les partenaires masculins et féminins sur les questions de sexualité et d'intimité affective ; l'éducation à la santé en groupes mixtes, non pour éviter la discussion sur les différences en termes d'approches et de besoins en fonction du genre, mais au contraire pour la rendre pleinement possible (par exemple, dans la prise en charge de la toxicomanie ou de la dépression) ; des programmes de prévention de la violence impliquant des hommes et des femmes ; des cours prénataux pour les hommes et les femmes, où l'on évoque les répercussions sur la santé de l'organisation des tâches ménagères après la naissance d'un bébé ».
Selon Connell, il faudrait que la médecine prenne en compte le coté dynamique de la construction des masculinités, avec un soin plus important proposé au aspects « développementaux du genre ». « Parmi les problèmes de santé des jeunes hommes, on peut inclure les modèles de comportement par lesquels les masculinités se forment, se négocient ou se transforment : le sport et l’entraînement physique, l'abus d'alcool, les comportements dangereux au volant, les pratiques sexuelles non protégées et l’entraînement militaire. Pour les hommes plus âgés, les problèmes de santé incluent les pressions psychologiques propres aux carrières bourgeoises, les conséquences du vieillissement sur l'emploi pour les ouvriers, les conséquences à long terme d'une sociabilité fondée sur une importante consommation d'alcool et les conséquences de la retraite ». Il est, selon Connell, nécessaire de prendre en compte la différence de tous ces hommes, dans l'approche qui leur est proposée dans la santé : pouvoir accueillir les hommes hétérosexuels comme homosexuels, les hommes issus de minorités et ceux issus de la majorité, ceux de la classe ouvrière et ceux de la classe moyenne. Souvent, les différences dans la construction de la masculinité se traduisent par une attitude de retrait par rapport aux soins médicaux. Raewyn Connell propose de nouvelles possibilités pour la santé, avec des programmes de prévention de la violence plus orientés, une plus grande implication des hommes dans les soins des enfants et nourrissons, une offre de santé sexuelle plus importante pour les minorités sexuelles, des approches plus différenciées de l'addiction et de la toxicomanie, et une prise de conscience des dangers des régimes dits « masculins ». 

#### Chapitre 7: Genre santé et théorie
Ce chapitre est sous-titré : « Pour une conceptualisation de la question, dans une perspective locale et mondiale ». Il s'ouvre sur l'avancée importante que constitue la reconnaissance des questions de genre par les Gouvernements. Pourtant, elle exprime ses doutes quant à la conception de genre que ces gouvernements adoptent, qui risque d'être très limitée. Connell propose donc de voir comment les études de genre peuvent permettre de mieux comprendre le terrain de la santé. Elle envisage d'abord d'analyser les approches théoriques de genre les plus courantes, afin de se focaliser sur la théorie relationnelle du genre, qui, selon elle, est la plus prometteuse.
« Conceptualiser le genre : l'approche catégorielle, l'approche post-structuraliste et l'approche relationnelle » constitue la première section de ce chapitre. Connell prend la perspective catégorielle du genre, envisageant les catégories « homme » et « femme » comme stables et non problématiques. Elle se réduit à une classification binaire des corps, et ne diffère pas beaucoup d'une vision essentialiste. Cette binarité sert les politiques publiques, comme l'état australien de Nouvelle-Galles du Sud, qui a rédigé deux documents distincts pour les politiques de santé : l'un pour les femmes, l'autre pour les hommes. Parfois, la binarité peut avoir des conséquences sur la santé, comme « une conformité au rôle masculin dans les comportements à risques tels que l'abus d'alcool, la conduite dangereuse sur la route ou encore les régimes alimentaires déséquilibrés ». La pensée catégorielle aurait, depuis les travaux de Kimberlé Crenshaw, gagné en subtilité avec la considération de la race, la classe, l'âge, et se serait transformée en intersectionnalité, avec l'ouvrage Demarginalizing the intersection of race and sex: a black feminist critique of antidiscrimination doctrine, feminist theory and antiracist politics in Feminist Legal Theory, en 1991. Il faut cependant être vigilant à ce qu'une approche intersectionnelle ne se résume pas à une superposition d'approches catégorielles. La pensée catégorielle minore de façon trop systématique la diversité au sein des catégories de genre, pourtant ces différences inter-catégories ont des conséquences sur la santé, le stress, l'exposition au VIH et l'accès aux soins. Connell prend ensuite la perspective structuraliste, qui envisage la pensée de Michel Foucault et de Jacques Derrida, et envisage le genre comme quelque chose émergeant de nos discours. Les identités de genre ne seraient que des effets de discours, construites par nos façons de parler, et seraient donc susceptible de changer. Elle y oppose l'action du genre sur les corps comme preuve de sa substance. Connell préfère une approche relationnelle, résumée par Hagemann-White : « Le genre est une relation », impliquant des personnes et des catégories diverses, mettant en lien des corps et des institutions. Cette théorie accorde une place centrale aux relations entre homme et femme, constituant le genre comme structure sociale. Elle conçoit le genre comme étant multidimensionnel : autant sur le plan économique, sur le plan des rapports de pouvoir, sur le plan de l'affect, du symbolique, ou encore institutionnels et sociaux. Cette multi-dimensionnalité implique une complexité dans les effets que produit le genre, mais permet aussi de l'optimisme quant aux côtés changeants des structures de genre. 
« L'incarnation sociale » constitue la seconde section de ce chapitre. Connell rappelle que toute approche théorique du genre implique des corps : « les pratiques de genre sont des processus réflexifs d'incarnation sociale ». En effet, les besoins, limites et plaisirs du corps sont des forces, qui agissent dans le cadre de nos relations sociales. Les corps sont, par exemple, pris dans une dynamique de Classe sociale, un bas revenu impliquant un régime alimentaire différent. Les masculinités seraient, selon Connell, des modes de pratiques sociales qui renvoient aux corps biologique masculin, avec par exemple l'aptitude au travail, à la violence ou à la paternité. « En termes plus techniques, il s'agit pour les études de genre d'appréhender dans un même mouvement les dynamiques sociales et la capacité d'agir des corps ».
« Conceptualiser le rapport entre genre et santé » constitue la troisième section de ce septième chapitre. Le rapport entre genre et santé serait majeur selon Connell, et ne pourrait se résoudre aux différences dans le champ de la santé selon les sexes. Pourtant, le genre entre en rapport avec la santé quand un processus social lie une pratique touchant à la santé avec des identités genrées. « La plupart des crimes y compris les agressions et les homicides sont commis par des hommes. Ces crimes sont moins l'expression de traits liés au genre que des moyens de construction des masculinités ». De plus, le personnel soignant est lui-même genré, avec le traditionnel champ de la médecine masculine, et le champ du soin et de l'infirmerie féminine. 
« Deux brefs exemples : le genre en lien avec l'anorexie et la transmission du VIH » constitue la quatrième section du chapitre. Connell décide de prendre d'abord l'exemple de l'anorexie, fait de s'affamer alors qu'il y a de la nourriture a disposition. 90 % des personnes souffrant d'anorexie sont des femmes, et, dans la majorité des cas, dès l'adolescence. À cet âge, l'injonction d'être attirante selon les normes hétérosexuelles les rends dépendante de leur désirabilité. L'anorexie serait une incarnation sociale sous sa forme genrée. L'épidémie du VIH/sida identifiée en 1980 est structurée différemment par le genre, mettant en scène des réseaux masculins. Les dynamiques de genre influençaient les pratiques sexuelles des gays, la libération homosexuelle promouvait des rapports anaux hard et ont « involontairement généré des voies de transmission du virus ». L'analyse relationnelle du genre peut s'appliquer de façon très variée au domaine de la santé. 
« Genre et incarnation sociale a l'échelle mondiale » constitue la cinquième section de ce chapitre. La plupart des analyses ont été conduites dans les Pays du Nord. Selon Connell, les questions de santé se posent pourtant sur une échelle mondiale, comme l'a démontré le virus du VIH/sida. L'influence de la mondialisation sur les questions de la santé demande d'adapter les concepts à la société mondialisée, et c'est grâce à la théorie relationnelle du genre que Connell envisage de mieux comprendre les processus mondiaux. La « mondialisation » évoque le rétrécissement de l'espace et du temps, le mélange des cultures et la création de marchés mondiaux. Les sciences sociales projettent souvent sur le monde des théories sociales de la métropole idéale mondialisée, or la société mondiale n'est pas un système homogène selon Connell, et n'est pas en voie d'homogénéisation. La « colonialité du pouvoir » persiste dans le monde post-colonial, et les inégalités en matière de revenus, de ressources sociales, d'éducation ne sont pas accidentelles selon Connell, elles ont été produites de manière systémique. Les sociétés coloniales et post-coloniales ont « produit des nouveaux ordres de genre, dont de nouvelles divisions genrées du travail qui continuent à se développer dans les économies néo-libérales contemporaines ». Si la société mondiale n'est pas un système homogène, c'est Uma Chakravarti qui envisage la caste comme un modèle de genre se situant à l'intersection du genre, mais étant centrale dans les rapports de genre, sous la forme du mariage et de la parenté, dans la société indienne. Les situations de genre ne sont pas transposables du Nord au Sud, le genre et la race interagissant de manière différente selon les sociétés. La théorie du genre doit donc s'adapter aux mouvement du Sud, rendant nécessaire une approche théorique du genre « hybride ». 
« Genre et santé a l'échelle mondiale » constitue la sixième section de ce chapitre. Selon Connell les ordres du genre apparaissent toujours comme dynamiques indissociables de la société mondiale. En Australie, les enfants aborigènes sont trois fois plus touchés par la mortalité infantile et juvénile que le reste de la population, à cause du pouvoir de désintégration du colonialisme et de l'économie mondialisée. La chercheuse Meekosha appelle à repenser les études sur le handicap à travers le prisme des inégalités mondiales et de la « théorie du Sud ». Elle montre que les corps colonisés sont souvent rendus handicapés par l'ordre mondial néolibéral, handicap souvent infligé intentionnellement. Le système mondial est engagé dans une dynamique de genre, allouant, par exemple, aux États-Unis plus de ressources à l'achat d'armes qu'au développement des soins périnataux. Cela reflète « à la fois le fait que les femmes sont exclues du pouvoir politique dans la plupart des régions du monde, et le caractère hégémonique des masculinités orientées vers la recherche du pouvoir étatique au sein des armées ou encore dans les élites entrepreneuriales ». Le marché du travail s'internationalise, permettant plus facilement au personnel soignant masculin de se déplacer du Sud vers le Nord. Les réformes de genre se mettent historiquement en place avec les mouvements féministes. La solidarité transnationale est importante sur le militantisme, avec les réseaux féministes transnationaux étudiés par les chercheurs, et de la même façon il existe des groupes d'hommes à travers le monde préoccupés par des questions de santé. 
« Conclusion » constitue la septième et dernière section de ce chapitre. Connell conclut en écrivant que son approche peut sembler complexe, comparée à la simplicité des études différentialistes. Elle trouve cependant nécessaire de dépasser l'approche catégorielle, pour mieux affronter les processus contemporains ayant un impact sur la santé. « Les modèles d'incarnation genrés y compris ceux de la maladie et du bien-être se transforment au fil de l'histoire. On peut y voir dans le même temps une source d'espoir et une menace, car tout changement historique n'est pas synonyme de progrès » L'épidémie du VIH exemplifie cette théorie. Il est nécessaire de s'assurer que les concepts employés pour penser le genre et la santé sont adaptés, et Connell écrit qu'elle espère que son approche théorique pourra clarifier la recherche. 

#### Postface d'Éric Fassin
« Des hommes ont parle tout le temps. Et jusqu'à récemment, on ne parlait que d'eux. C'est d'ailleurs pour ébranler cet empire que les Women's Studies se sont d'abord constituées. (...) l'enjeu était de féminiser à la fois le sujet et l'objet de savoir, pour développer, grâce a des femmes, la connaissance des femmes. Pourquoi donc développer ensuite, en contrepoint, un champ nouveau de men's studies? C'est que les hommes, en tant que tels, s'avéraient paradoxalement invisibles. L'évidence de leur présence dans le tableau de la connaissance tenait à leur statut: c'était encore et toujours l'homme, implicitement universel; mais qu'en était-il des hommes dans leur spécificité, soit une fois qu'on passait du singulier à la singularité? Les études sur les femmes leur avaient permis d'accéder à une universalité jusqu'alors réservée aux hommes; les études sur les hommes allaient faire entrer ceux-ci dans la particularité où les femmes avaient auparavant été consignées ».
Éric Fassin écrit dans sa postface qu'il envisage les Men's Studies comme un prolongement des Women's Studies, plutôt que comme un contrepoint. Selon lui, la réflexion sur les masculinités déplace la réflexion sur un concept, plutôt que sur un groupe social. Le concept d'hégémonie nous permet de « penser l'efficacité de la domination non seulement sur les femmes, mais aussi sur les hommes qui n'y "consentent" pas moins ».
Cette postface lui permet aussi de revenir sur le phénomène de « racialisation des discours publics sur les masculinités » depuis les années 2000 en France. Si les masculinistes s'inquiètent des menaces qui pèsent sur la virilité (que les masculinistes perçoivent comme affaiblie par les discours féministes et les revendications homosexuelles), Fassin remarque que, dans un même temps, « on dénonce les périls du virilisme supposé des « jeunes » de banlieue, doublement définis par leur appartenance de classe (en l'occurrence populaire) et en termes raciaux (par l'origine immigrée et par la religion musulmane). Autrement dit, « eux » seraient trop virils, et « nous » plus assez ». Selon Fassin, le « nous » viril de la nation est redéfini en partie en réaction contre un « eux » viril. Il replace notamment Raewyn Connell comme figure centrale des études sur la masculinité, et donc des études de genre.

## Réception et postérité
Les chapitres constituant l'ouvrage Masculinities (1995 en anglais) de la sociologue australienne Raewyn Connell sont la première traduction en français de celui-ci, ouvrage original qui « fit date » lors de sa sortie, selon l'universitaire français Jean-Louis Jeanelle. Masculinities est également cité comme « ouvrage fondateur » par le sociologue Mathieu Trachman dans un article dans la revue française La Vie des idées, en 2014.
Selon Delphine Moraldo, dans son article « Raewyn Connell, Masculinités. Enjeux sociaux de l'hégémonie » (1994), « cet ouvrage constitue une porte d'entrée aux travaux d'une sociologue majeure dans le champ des études des masculinités ».  
Haude Rivoal relève dans la Revue française de sociologie que « les travaux de R. Connell ont permis une importante avancée dans l’analyse des masculinités. » et que la réponse qu'elle faite aux critiques a permis  de reformuler un cadre analytique et d'éclairer le mésusage qui était fait de la notion des masculinités,  notamment pas les mouvements masculinistes émergents. Face à ces faits et à la réaffirmation par Connell de la nécessité de concevoir la place des hommes dans les rapports de genre, Rivoal considère que la traduction de cet ouvrage, abondamment utilisés dans les sciences humaines, nécessitent de « souligner la portée de cette traduction des travaux de R. Connell, et des commentaires inédits qui l’accompagnent, pour les études de genre françaises ». 
Mathieu Trachman, dans Cahiers du genre, souligne que les travaux de Connell, qui ont révolutionné les recherches sur les masculinités, n'étaient pas disponibles jusque là en français et salue à ce titre la traduction.
La notion de « masculinité hégémonique » qui est traitée dans l'ouvrage a été théorisée par Raewyn Connell, de même que d'autres notions telles que la « masculinité complice »,. Selon la journaliste Morgane Giuliani, l'ouvrage Masculinities (1995), duquel est traduit Masculinités. Enjeux sociaux de l'hégémonie, est l'« œuvre majeure » de Raewyn Connell.